# 瓦南達 (蒙大拿州)
瓦南達（英語：Vananda）是位於美國蒙大拿州羅斯布德縣的非建制地區。

## 歷史
瓦南達的郵局於1912年設立，其後於1959年停運。

## 地理
瓦南達所處的海拔為高於海平面826米（即2710英呎），而該地所採用的時區為UTC-6，即北美山地時區（MST）。同時該地設有夏令時間，為UTC-7調快一小時，即UTC-6（MDT）。